# 中島利博
中島 利博（なかじま としひろ、1964年11月 - ）は、日本の医学者。博士（医学）。

## 経歴・人物
1989年に鹿児島大学医学部を卒業。ソーク研究所留学後、1997年に鹿児島大学より博士（医学）の学位を取得。ハーバード大学医学部 instructor、筑波大学応用生物化学系講師、聖マリアンナ医科大学教授などを歴任後、2010年より東京医科大学医学総合研究所教授。
E3ユビキチンリガーゼの1種が関節リウマチを引き起こす原因タンパク質であることを発表し、そのタンパク質をシノビオリンと名付けた。日本リウマチ学会賞、日本内科学会奨励賞、ノバルティス・リウマチ医学賞などの賞を受賞している。
2006年に初めてキルギス共和国を訪れて以来、同国に蔓延するリウマチ熱およびその後遺症によるリウマチ性心疾患の調査や治療、および予防活動を行っており、2008年より同国の医療分野に関する国家顧問に任命され、2015年、同国特別栄誉賞を日本人として初めて受賞した。
2016年には日本では3人目となる同国名誉領事に就任した。

## ヒトパピローマウイルスワクチンに関する研究
一般財団法人難病治療研究振興財団による「ヒトパピローマウイルスワクチン（HPVワクチン）副反応病態究明チーム」に参画し、病因解明分野においてゲノム解析を担当。2016年11月11日にイギリスの科学誌サイエンティフィックリポーツに中島が責任著者を務める論文が掲載された。論文の内容は、血液脳関門を人工的に開いて薬物が通りやすくなった状態にしたマウスにHPVワクチンを大量に投与すると運動障害や脳障害が引き起こされるというものだった。この論文はそれまで報告されていた様々なHPVワクチンの副作用についての一定の科学的根拠となりうるとして、日本のみならず世界の公衆環境衛生擁護者を警戒させるものだった。
しかし論文掲載後、別の2つの研究グループからそれぞれ当該論文の内容について、HPVワクチンの投与量が多すぎることや、血液脳関門を開くために百日咳毒素を共投与していることなどの実験に関する問題点が同誌を発行するNature Publishing Groupへ指摘され、2018年5月11日にNature Publishing Groupは「大量のHPVワクチンと百日咳毒素の同時投与は、HPVワクチンが単独で神経学的な損傷を与えることを判定するためには適切な手法ではない」ことから、「実験手法が研究目的に対して適切でない」として当該論文を撤回した。中島は論文撤回前にサイエンス誌の取材に対し「マウスを使った同種の研究で一般的に用いられている」と主張しており、論文撤回後、朝日新聞の取材に対し「撤回は一方的」であり、「ワクチンの投与量は薬の安全性の試験の基準に基づいて」おり、「百日ぜき毒素も血液脳関門を一過性で開くために使っているだけ」とコメントしている。

## 来歴
- 1989年 - 鹿児島大学医学部卒業
- 1989年 - 鹿児島大学医学部付属病院 医員（研修医）
- 1991年 - 聖マリアンナ医科大学 難病治療研究センター 病院助手
- 1993年 - 鹿児島大学医学部 助手
- 1994年 - ソーク研究所留学
- 1997年 - 博士（医学）取得（鹿児島大学）
- 1996年 - ハーバード大学 医学部 instructor
- 1997年 - 筑波大学 応用生物化学系 講師
- 2000年 - 聖マリアンナ医科大学 難病治療研究センター 助教授
- 2004年 - 聖マリアンナ医科大学 難病治療研究センター ゲノム医科学研究部門 教授
- 2010年 - 東京医科大学 医学総合研究所 教授

## 受賞歴
- 1996年 - 日本内科学科奨励賞
- 2002年 - 日本リウマチ学会賞
- 2005年 - ノバルティス・リウマチ医学賞
- 2015年 - キルギス共和国健康大臣 特別栄誉賞

## 著書
- 2008年 - 世界の発酵乳 発酵乳の文化・生理機能 モンゴル・キルギスそして健康な未来へ / はる書房
- 2014年 - リウマチをなおす / 出版芸術社